# إيلين أوليري
إيلين أوليري (بالإنجليزية: Ellen O'Leary)‏ هي كاتِبة وشاعرة أيرلندية، ولدت في 1831 في مقاطعة تيبيراري في جمهورية أيرلندا، وتوفيت في 1889 في دبلن في جمهورية أيرلندا.